# Itanos
Itanos (en grec ancien : Ἴτανος) était une cité côtière au nord-est de la Crète, située au lieu-dit « Erimopolis » (en grec moderne : « la ville abandonnée ou déserte »), dans le dème d’Itános (chef-lieu : Palékastro).
Hérodote est le premier auteur grec à la mentionner, d’après les textes conservés.
Le site archéologique, ouvert au public, est riche en ruines de maisons, fortifications et églises paléo-chrétiennes.
On y a aussi retrouvé de nombreuses inscriptions sur pierre en grec, la plus importante étant un grand document, actuellement conservé au monastère voisin de Toplou, relatant les problèmes d’Itanos avec les cités voisines, en particulier Hierapytna, qui nécessitèrent l’intervention du Sénat romain.
Itanos a été l’objet récemment de fouilles et d’études par une équipe internationale sous la tutelle de l’École française d'Athènes et de l’Ephorie archéologique locale. Un programme de fouilles est également mené par l'École belge d'Athènes.
Des chercheurs ont mené une prospection archéologique de l'ensemble du territoire de la ville, dont les résultats sont à présent disponibles.

## Moments importants de l'histoire d'Itanos
- VIIe siècle av. J.-C. : participation à la fondation de Cyrène, d'après Hérodote
- vers 265-260 av. J.-C., installation d'une garnison lagide[3]
- Le roi  Ptolémée III Evergète maintient la garnison lagide à Itanos et continue la politique de son père Ptolémée II Philadelphe vis-à-vis de la cité[4].